# Tanaophysopsis xanthyalinalis
Tanaophysopsis xanthyalinalis là một loài bướm đêm trong họ Crambidae. Chúng là loài duy nhất trong chi Tanaophysopsis, thường được tìm thấy ở Ecuador.